# Sitta tephronota
El trepador rupestre oriental (Sitta tephronota) es una especie de ave paseriforme perteneciente a la familia Sittidae. 

## Distribución
Se encuentra en Afganistán, Armenia, Azerbaiyán, Georgia, India, Irán, Irak, Kazajistán, Pakistán, Rusia, Tayikistán, Turquía, y Turkmenistán.

## Subespecies
- Sitta tephronota dresseri
- Sitta tephronota iranica
- Sitta tephronota obscura
- Sitta tephronota tephronota